# 林丘寺
林丘寺（りんきゅうじ）は、京都市左京区修学院にある臨済宗系の単立寺院。山号は聖明山。本尊は聖観音菩薩。修学院離宮の中御茶屋に隣接する。音羽御所とも称する。

## 歴史
この地にはもともと後水尾上皇の第一皇女梅宮文智女王が開いた圓照寺があった。同寺は移転して、現在は奈良市にある。
明暦2年（1656年）から万治3年（1660年）にかけて修学院離宮が営まれたが、後水尾上皇は寛文8年（1668年）頃、第8皇女朱宮光子（あけのみやてるこ）内親王（照山元瑶、母は櫛笥隆子）のために、離宮の隣接地であり、かつて朱宮の姉である文智女王の円照寺があったこの地に山荘を建てた。この建物が現在の修学院離宮・中御茶屋の楽只軒（らくしけん）である。
延宝6年（1678年）、東福門院の死去に伴い、その御所の奥御対面所と御茶の間が移築され、客殿となった。
延宝8年（1680年）、後水尾上皇が没すると内親王は出家して照山元瑶と称し、山荘を寺に改め林丘寺と号した。寺は林丘寺宮とも音羽御所とも呼ばれた。宮は享保12年に没したが、その後も皇族の皇女・王女が入寺して尼門跡となり、多くの寺領も与えられた。明治初期には衰退して一時期天龍寺から男僧（滴水禅師）が入寺したが、明治17年（1884年）楽只軒を含む寺域の約半分が皇室に返還されて修学院離宮の一部「中御茶屋」となり、寺は再び尼寺となった。

## 境内
書院、本堂、開山堂、檜垣塔（朝鮮式の石塔）などが建ち、江戸時代の池泉鑑賞式庭園がある。隣接する修学院離宮・中御茶屋の楽只軒と客殿はもと林丘寺の一部であった。

## 文化財

### 重要文化財
- 紙本墨書林丘寺御手鑑

## 所在地・アクセス
京都府京都市左京区修学院林ノ脇
京都市営バス修学院離宮道下車徒歩20分。ただし、非公開寺院につき拝観は不可（修学院離宮を参観する際に境内を瞥見できる）。